# Gutshaus Laubst

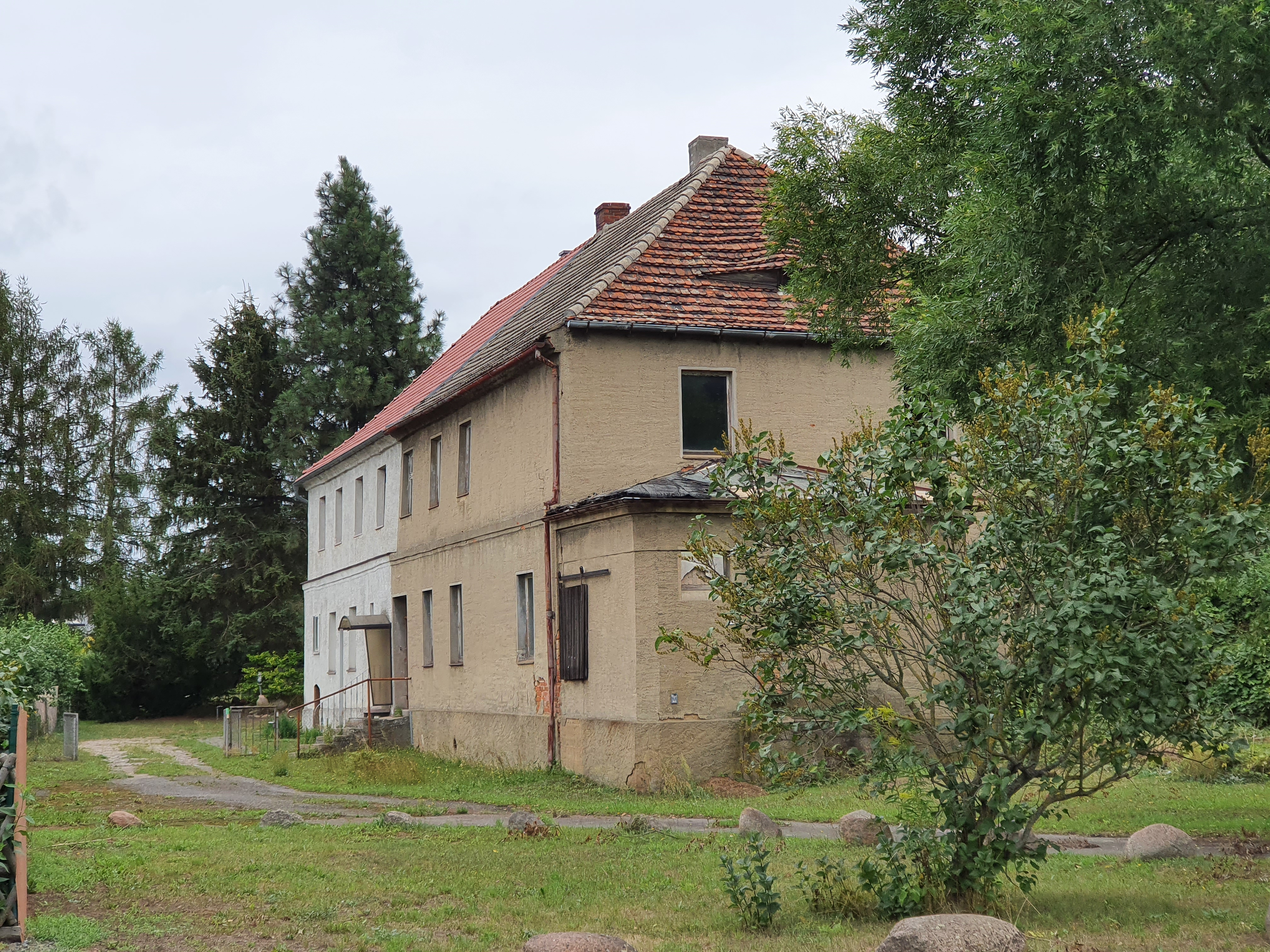
Gutshaus Laubst (2022)

Das Gutshaus Laubst ist ein ehemaliges Herrenhaus im Ortsteil Laubst der Stadt Drebkau im Landkreis Spree-Neiße in Brandenburg. Das Gebäude ist das Haupthaus des historischen Rittergutes Laubst II. Das Gutshaus und eine hinter der Dorfkirche stehende Scheune sind als Baudenkmal in der Denkmalliste des Landes Brandenburg eingetragen.

## Geschichte und Architektur
Das erste Herrenhaus des Rittergutes Laubst II wurde vermutlich bereits im späten 15. oder frühen 16. Jahrhundert an Stelle des heute vorhandenen Gebäudes errichtet. Das Haus ist fast vollständig unterkellert, der Keller aus der Bauzeit ist erhalten. Erstmals urkundlich erwähnt wurde das Rittergut im Jahr 1527 als Besitz der Herren von Köckritz. Etwa 1642/44 wurde das Gut Laubst II von Johann Richter erworben. Während der ersten Hälfte des 18. Jahrhunderts wurde das Gutshaus umfassend umgebaut. Um 1751 verkaufte der damalige Gutsbesitzer Heinrich Benedikt Richter das Gut, nachdem er eine Stelle als Kammer- und Kommissionsrat in Heldrungen angenommen hatte, an Johann Christian Müller. Danach wurde das Gut innerhalb der Familie mehrfach vererbt, die Erben der Besitzerin Johanna Müller verkauften das Gut Laubst II im Jahr 1909 an Gustav Langer. Die Familie Langer waren die letzten Gutsbesitzer, sie wurden im Rahmen der Bodenreform in der Sowjetischen Besatzungszone im Jahr 1946 enteignet.
Das Gutshaus ist ein langgezogener zweigeschossiger Putzbau aus Ziegelmauerwerk mit einem Feldsteinsockel und Walmdach. Das Obergeschoss war ursprünglich als Fachwerk errichtet und wurde später mit Ausnahme der nordöstlichen Gebäudeecke durch Ziegel ersetzt. Das Gutshaus hat an den Langseiten acht und an den Schmalseiten zwei Achsen. Auf dem südlichen Walm ist eine Fledermausgaube erhalten, an der Westwand befinden sich zwei Eingänge mit davor liegenden Freitreppen unterschiedlicher Höhe. Das Äußere des Herrenhauses ist stark überformt und überwiegend ungegliedert. An der Südwand liegt ein kleiner eingeschossiger Anbau. Nördlich der Kirche steht eine eingeschossige Scheune mit Mischmauerwerk aus Ziegeln und Feldsteinen; diese wurde um 1800 gebaut und ist ebenfalls Teil des Baudenkmals.